# Campeonato del Mundo de patinaje de velocidad en línea 1990
El Campeonato Mundial de patinaje de velocidad en línea de 1990 tuvo lugar del 14 al 18 de noviembre en la localidad de Bello, Colombia. Fue la primera ocasión que la que Colombia organizó el campeonato. Las pruebas se realizaron solamente en la modalidad de ruta en un circuito urbano.

## Mujeres
| Distancia            | Oro                                                      | Plata                                                    | Bronce                                                |
| Ruta                 | Ruta                                                     | Ruta                                                     | Ruta                                                  |
| -------------------- | -------------------------------------------------------- | -------------------------------------------------------- | ----------------------------------------------------- |
| 300 m Contrarreloj   | Claudia María Ruíz                                       | Giovanna Troldi                                          | Luana Pilia                                           |
| 500 m Sprint         | Luana Pilia                                              | Luz Mery Tristán                                         | Giovanna Troldi                                       |
| 1.500 m Sprint       | Cheryl Ann Begg                                          | Claudia María Ruíz                                       | Ann Woods                                             |
| 3.000 m Línea        | Antonella Mauri                                          | Luana Pilia                                              | Luz Mery Tristán                                      |
| 5.000 m Puntos       | Luz Mery Tristán                                         | Rosana Sastre                                            | Deanna Parker                                         |
| 10.000 m Eliminación | Rosana Sastre                                            | Cheryl Ann Begg                                          | Antonella Mauri                                       |
| 5.000 m Relevos      | Italia · Luana Pilia · Antonella Mauri · Giovanna Troldi | Argentina Rosana Sastre Nora Meledy Eva María Richardson | Australia Cheryl Ann Begg Ann Woods Debby Ann Tilling |

## Hombres
| Distancia            | Oro                                               | Plata                                                             | Bronce                                                  |
| Ruta                 | Ruta                                              | Ruta                                                              | Ruta                                                    |
| -------------------- | ------------------------------------------------- | ----------------------------------------------------------------- | ------------------------------------------------------- |
| 300 m Contrarreloj   | Luca Antoniel                                     | Tony Muse                                                         | Dante Muse                                              |
| 500 m Sprint         | Luca Antoniel                                     | Tony Muse                                                         | Sergio McCargo                                          |
| 1.500 m Sprint       | Tony Muse                                         | Dante Muse                                                        | Sergio McCargo                                          |
| 5.000 m Línea        | Marco Giannini                                    | Anthony Keefe                                                     | Guillermo Botero                                        |
| 10.000 m Puntos      | Dante Muse                                        | Libardo García                                                    | Guillermo Trinaroli                                     |
| 20.000 m Eliminación | Guillermo Botero                                  | Jonathan Darnell                                                  | Anthony Keefe                                           |
| 10.000 m Relevos     | Estados Unidos Dante Muse Tony Muse Douglas Glass | Argentina Guillermo McCargo Guillermo Herrero Guillermo Trinaroli | Italia · Albano Lenzi · Mirko Giupponi · Marco Giannini |

## Medallero
| Pos. | País           | Oro | Plata | Bronce | Total |
| ---- | -------------- | --- | ----- | ------ | ----- |
| 1.   | Italia         | 6   | 2     | 4      | 12    |
| 2.   | Colombia       | 3   | 3     | 2      | 8     |
| 2.   | Estados Unidos | 3   | 3     | 2      | 8     |
| 4.   | Argentina      | 1   | 3     | 3      | 7     |
| 4.   | Australia      | 1   | 3     | 3      | 7     |

- Datos: Q19286171